# 遷江縣
遷江縣 是廣西省一個縣，在武鳴縣東北280里。北宋时置县，1952年废除。

## 歷史沿革[2]
- 秦代屬桂林郡地。
- 漢代屬鬱林郡之領方縣地。
- 三國時代，屬臨浦縣地。
- 晉代至隋代，屬領方縣地。
- 唐代貞觀五年（631年），在縣地置羈縻思剛州，屬邕州都督府。
- 五代十國因之。
- 宋代天禧四年（1020年）廢思剛州設遷江縣，屬賓州，為遷江得名之始，沿稱至1952年併入來賓縣始廢。
- 元代屬賓州路。
- 明代洪武二年（1369年），改屬柳州府。
- 清代雍正三年（1725年），賓州改直隸州，遷江自柳州划出隸之。雍正十二年（1734年），又改屬思恩府。
- 民國初，遷江屬柳江道。至民國19年（1930年），屬賓陽民團區。民國21年，屬南寧民團區。民國38年，遷江屬第十三區，區治柳州。
- 中華人民共和國建立後，1949年-1950年，屬武鳴專區。1951年改屬南寧專區，後南寧專區改稱賓陽專區，遷江隨屬之。1952年6月，中共賓陽專區委員會口頭宣布遷江縣的五個區劃歸賓陽專區上林縣。11月，劃歸來賓縣轄。

## 行政區劃[2]
清光緒十七年（1891年），全縣有1郭4鄉64團，即：附郭（今遷江鎮境），轄城廂團。東鄉（今良塘、橋鞏、七洞鄉境），轄良塘、合龍、協力、仁合、向北、吉峰、下義正，上義正、下致和、中致和、上致和團。西鄉（今遷江、平陽、大里、溯社鄉境），轄古元、龍盤、瓦山、和廣、小里、大里、安樂、石阮、中流、洛峒、洛春、火山、高境、平陽、三寨、大潘、屯兵、朔舍、風口、弄河團。南鄉（今石陵、陶鄧鄉境），轄石陵，掛榜、北流、陳村、陳陸，三山、明堂、白山、全來、大羅、凌羅、陶鄧、橋圩、韋里!、川山、麥圩團。北鄉（今合山市境），轄河裡、忠信、懷集、古窖、安定、遼滿、洛舊、歐村、里村、新村、岜寺、里蘭、古城、北泗、亭寺、朔河團。
清朝遷江縣至界，據嘉慶《廣西通志》（重修本）稱：「府東少北二百八十里。東南距六十五里，南北距二百一十五里。東至榜山村，接柳州府來賓縣界五里；西至周泊隘，接上林縣界六十里；南至大羅村，接賓州安城土司界六十里；北至牛黎村，接柳州府馬平縣界一百五十五里；東南至陶鄧村，接潯州府貴縣界六十里；東北至苟芭村，接柳州府來賓縣界四十里；西南至三薦塘，接上林縣界五十五里；西北至大潘村，接慶遠府忻城土縣界九十里。」
民國22年（1933年）全縣劃分為13個鄉、145個村（街）、1607個甲，共有16290戶，79470人。民國37年（1948年），古蓮鄉改為榜印鄉，其餘鄉名與民國22年同。
民國遷江至界，民國38年（1949年）《廣西通志稿》稱：「東至榜山鄉王漢村一十二里，與來賓縣唐圩鄉鳳凰村接界；西至石牌鄉春道村四十里，與上林縣恭睦鄉溯環村接界；南至陶鄧鄉五福村九十里，與賓陽縣洋橋鄉三鳳村接界，匕至北泗鄉下麥村八十里，與忻城縣石龍鄉石疊村接界；東南至陶鄧鄉四集村九十里，與貴縣青嶺鄉秦洲村接界；西南至石陵鄉三山村七十里，與賓陽縣鄒圩鄉新村接界；東北至蓮洞鄉牛則村一百五十里，與柳江縣鎮西鄉圩洞村接界；西北至溯河鄉溯河街八十里，與忻城縣果遂鄉北隴村接界。東西距約六十里，南北距約一百七十里。」
1950年全縣設一、二、三、四、五五個區，按數序排列（一區轄遷江、大里鄉，二區轄北泗、河裡鄉，三區轄平陽、溯社、石牌鄉，四區轄良塘、七洞鄉，五區轄陶鄧、韋里、石陵鄉）。